# Baie de San Carlos
Pour les articles homonymes, voir San Carlos.
La baie de San Carlos (en anglais : San Carlos Water) est une baie/fjord située sur la côte ouest de Malouine orientale, faisant face au détroit des Malouines, dans les îles Malouines.

## Toponyme
Malgré son nom à consonance espagnole, la baie ne doit pas être confondue avec l'« Estrecho de San Carlos » (littéralement « détroit de San Carlos ») qui - pour les Argentins - fait référence au détroit des Malouines (anglais : Falkland Sound), séparant les deux îles principales de l'archipel Grande Malouine et Malouine orientale.
Les établissements de San Carlos et Port San Carlos situés sur la baie, ainsi que le fleuve San Carlos (en), tirent tous leur nom du navire San Carlos, qui visite la baie en 1768.

## Description
La baie de San Carlos est une étendue d'eau de type fjord présentant un angle de 45° par rapport à la côte du détroit des Malouines, permettant un abri en cas de mauvais temps aux navires croisant dans le détroit (lui-même étant abrité des vents soufflant dans l'Atlantique sud par des promontoires rocheux situés sur les îles de l'archipel). La baie mesure 15 km de long et, sur environ la moitié de sa longueur, elle mesure 2 km de large. Son fond est plat et situé à une profondeur comprise entre 20 et 30 mètres ; l'isobathe 20 m étant situé à environ 200 m de la côte. 
La baie compte huit points de mouillage.
Les établissements humains sur la baie San Carlos sont Ajax Bay, Campo Verde, San Carlos et Port San Carlos.

## Histoire
La baie de San Carlos devient célèbre pendant la guerre des Malouines sous le nom de « Bomb Alley » pendant la bataille de San Carlos, au cours de laquelle les troupes britanniques parviennent à établir une tête de pont dans la baie, malgré les raids aériens dévastateurs de l'aviation argentine. Cette bataille s'avérera d'une valeur stratégique cruciale dans l'assaut amphibie qui allait suivre et dans la reconquête des îles Malouines par les Britanniques.

## Galerie

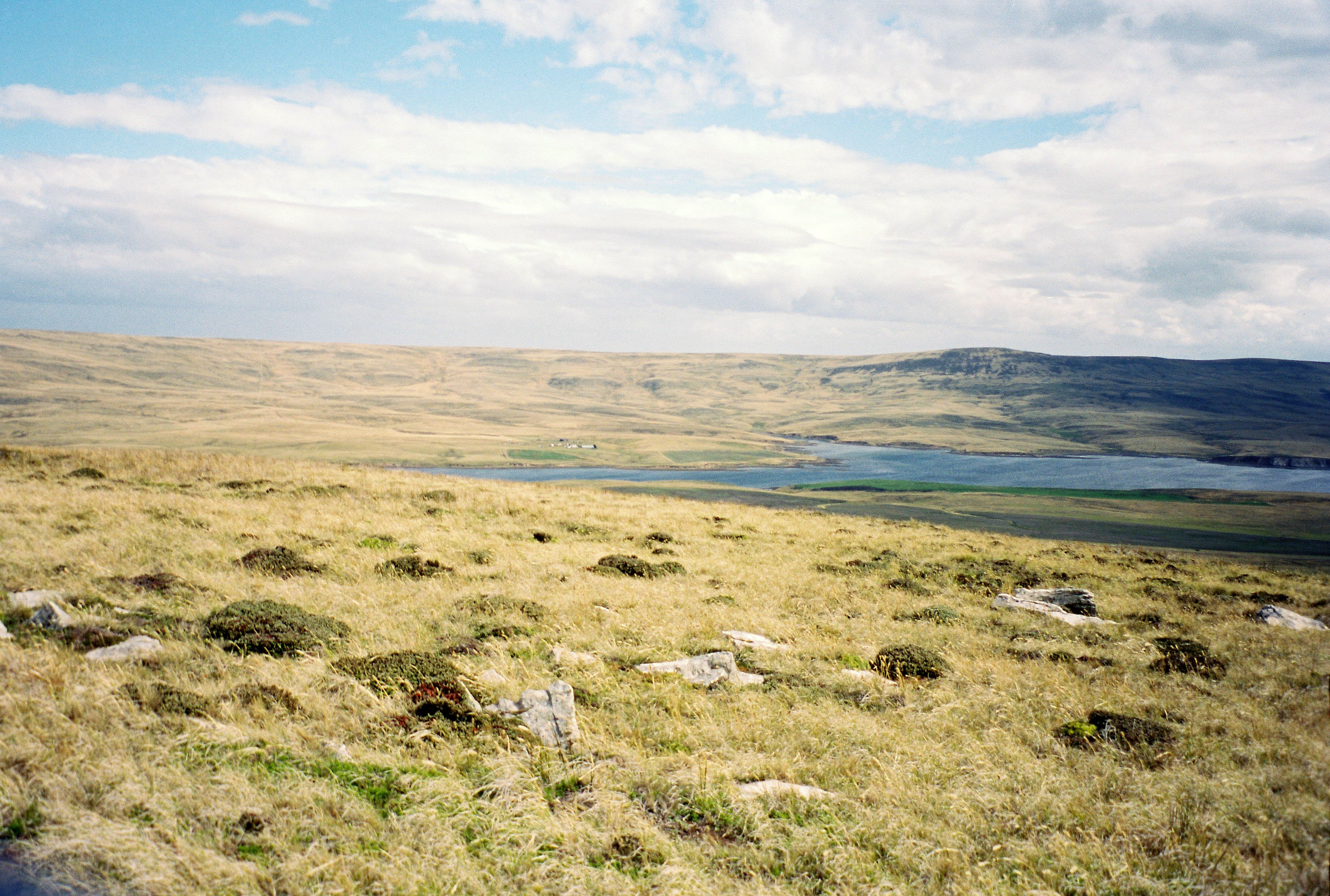
Site de débarquement du 2e Para à Blue Beach, baie de San Carlos.
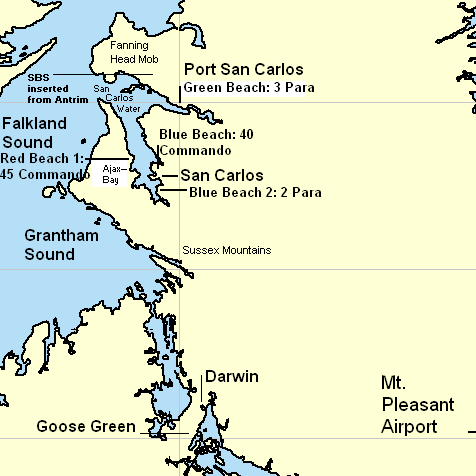
Lieux de débarquement britannique dans la baie de San Carlos, pendant la guerre des Malouines
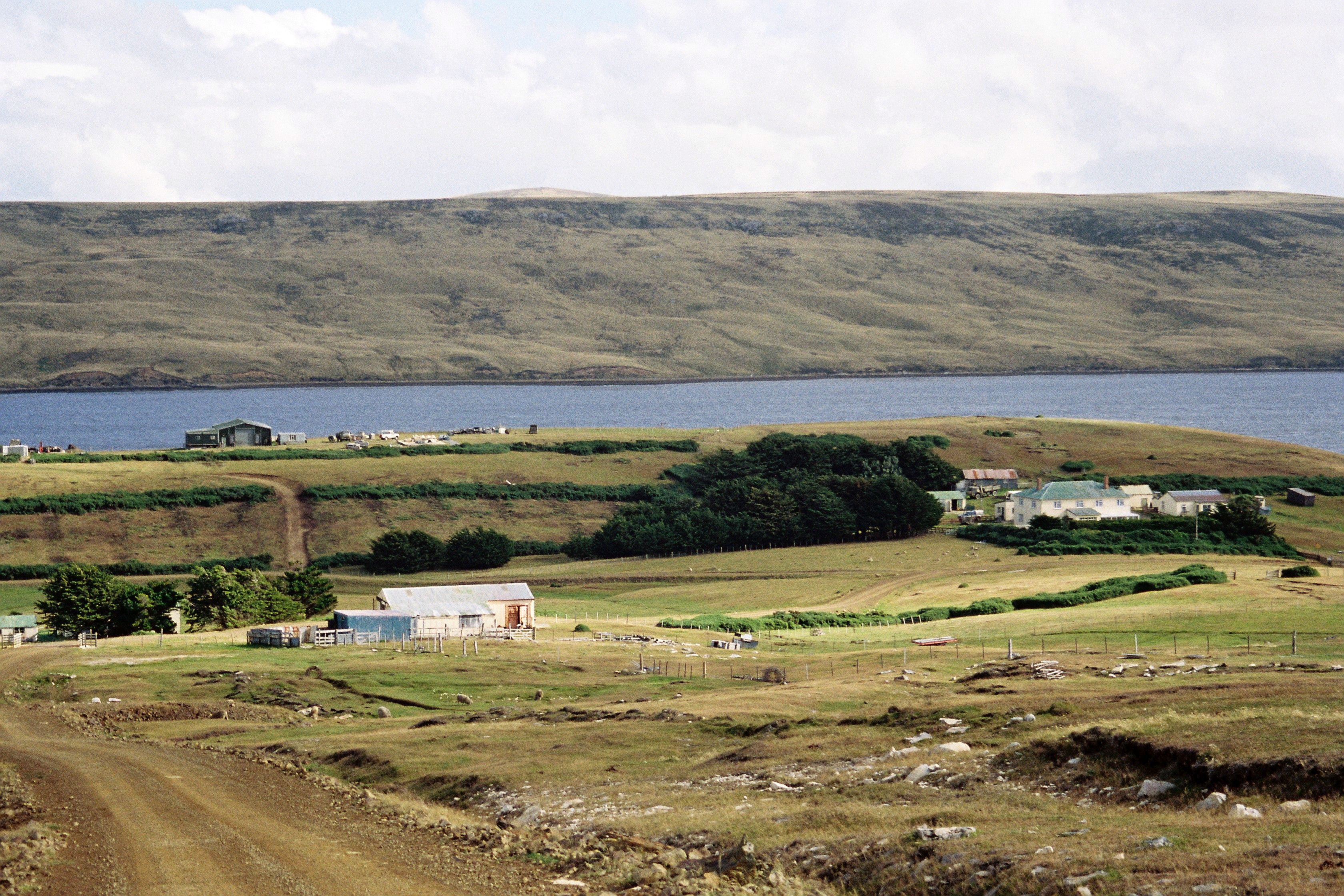
Port San Carlos
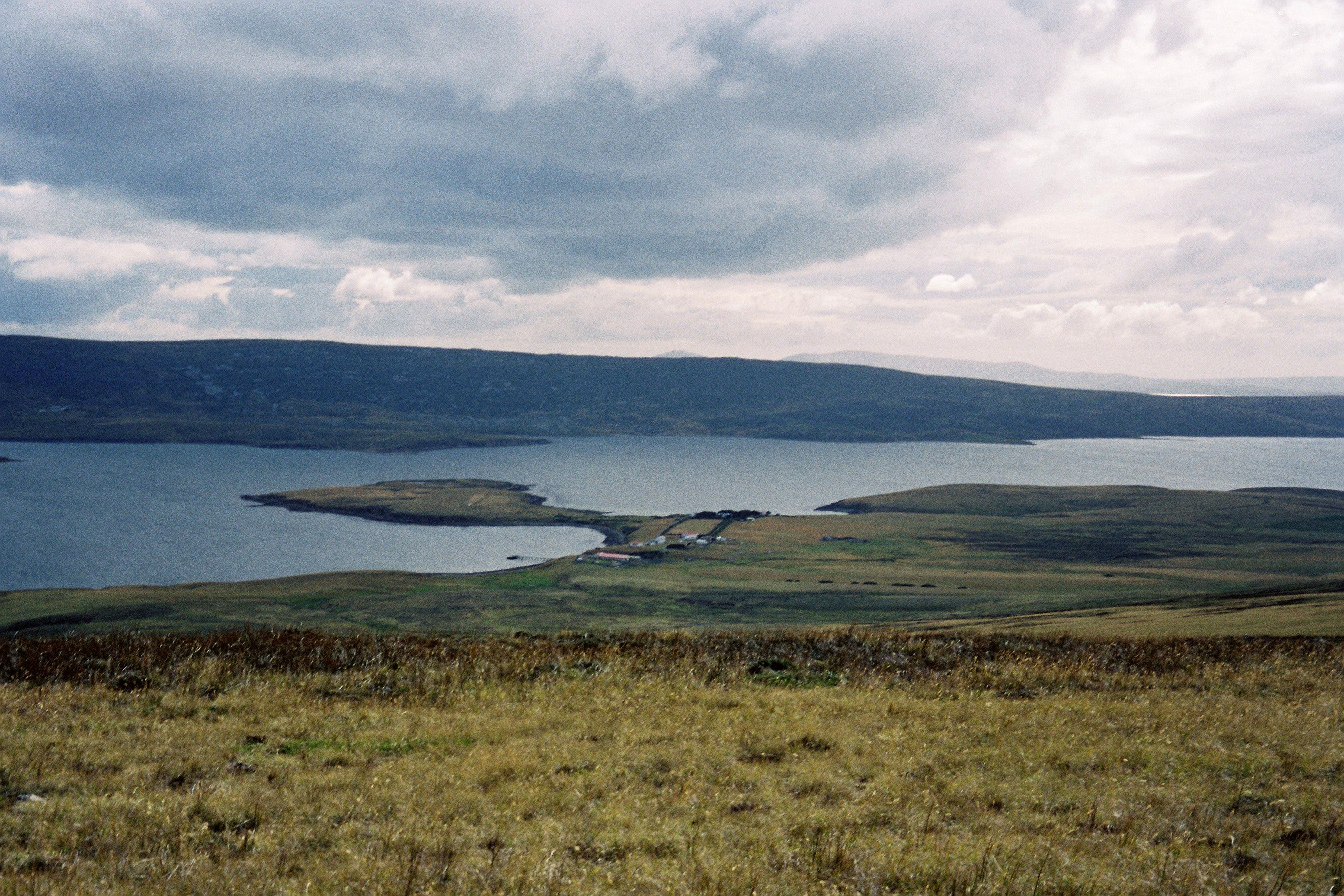
L'établissement de San Carlos
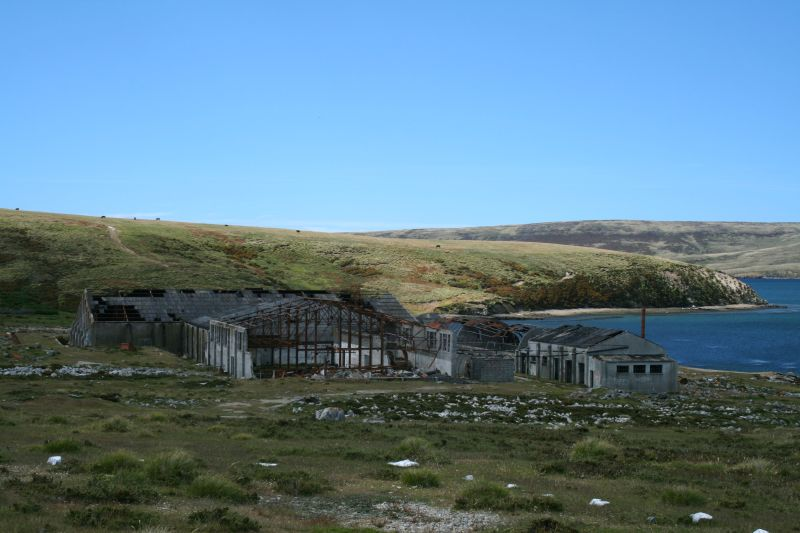
L'usine de conditionnement d'Ajax Bay
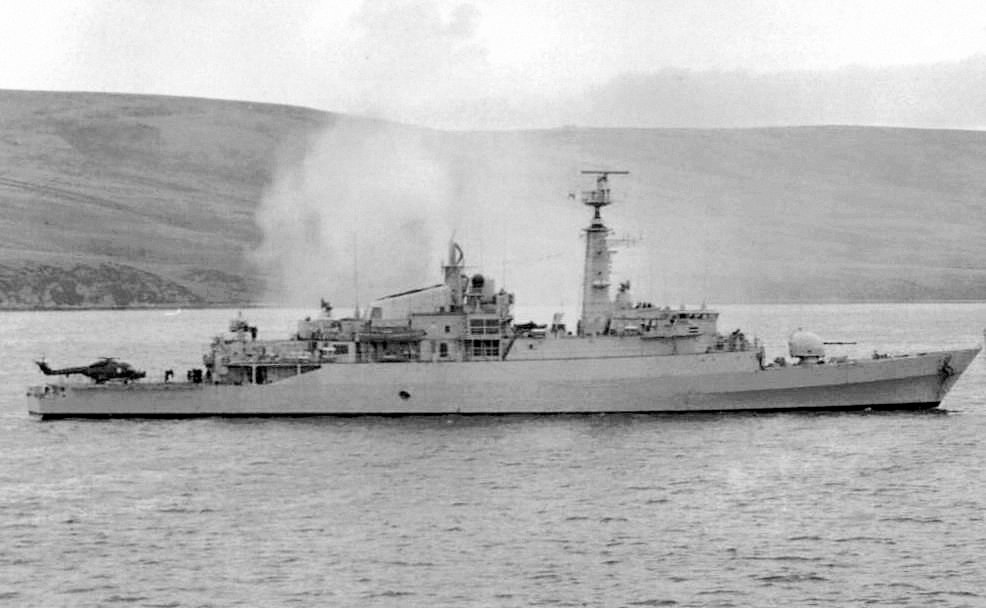
Le HMS Antelope rentrant de la baie de San Carlos, le 23 mai 1982